# Liste der französischen Botschafter in Papua-Neuguinea
Die französische Botschaft befindet sich im 6. Stockwerk des Defens Haus, Champion Parade Port Moresby.
Der Botschafter in Port Moresby ist regelmäßig auch bei der Regierung in Honiara (Salomonen) akkreditiert.
| Ernannt       | Name                                     | Bemerkungen | ernannt während der Regierung von | akkreditiert während der Regierung von | Posten verlassen |
| ------------- | ---------------------------------------- | --- | --------------------------------- | -------------------------------------- | ---------------- |
| 24. Aug. 1976 | Albert de Schonen                        | Amtssitz Wellington, französischer Botschafter in Sambia ab 16. Juni 1966 und in der Zentralafrikanischen Republik ab 1971 | Valéry Giscard d’Estaing          | Michael Somare                         |                  |
| 15. März 1978 | Jean-Paul Robert                         | Geschäftsträger | Valéry Giscard d’Estaing          | Michael Somare                         |                  |
| 24. Sep. 1980 | Antoine Padouan Colombani                | * 25. Februar 1919 in Belgodère (Département Haute-Corse). Sohn von Angèle Dottor und Toussaint Colombani, Landwirt. Heiratete am 26. August 1946 Michèle Roux. Kinder: Jean-Michel, Bruno, Martine, Pascal, Olivier. Ausbildung: Ecole communale de Belgodère, Lycée de Bastia, Lycée Thiers. | Valéry Giscard d’Estaing          | Julius Chan                            |                  |
| 11. Feb. 1983 | Jean-Michel Dasque                       | * 6. April 1938 in Marrakesch. Sohn von Madeleine Celsis und François Aimé Dasque, Luftwaffenoffizier. Heiratete am 27. April 1970 Marte-Elisabeth Delande. Kinder: Isabelle, Louis. Studium am Lycée Pierre de Fermât in Toulouse, Faculté de droit de Paris. Diplomierte am Institut d’études politiques (IEP) de Paris, Licencié en droit. 1992: Generalkonsul in Monaco. | François Mitterrand               | Michael Somare                         |                  |
| 11. März 1987 | Jean-Paul Schricke                       | * 1. Juni 1927 in Mainz; † 3. Oktober 2009. Sohn von Madeleine Six und Henri Schricke, Offizier. Studium: Lycée in Lille und Montauban, Université de la Sorbonne, Diplom: Certificat d’études supérieures d’anglais. 1952–1956 tätig an der Botschafterresidenz Frankreichs in Marokko. 1957–1960 Vize-Konsul in Meknès. 1960–1962 Attaché an der Botschaft in Kanada. 1962–1964 Gesandtschaftssekretär zweiter Klasse in Brüssel. 1964–1966 Geschäftsträger in Brüssel. 1967–1970 Gesandtschaftssekretär erster Klasse in Kingston (Jamaika). 1984–1987 Unterdirektor der Personalverwaltung am Quai d’Orsay | François Mitterrand               | Paias Wingti                           |                  |
| 13. Nov. 1989 | Claude Maynot                            | | François Mitterrand               | Rabbie Namaliu                         |                  |
| 1. Juli 1992  | Louis Laurent Jean Toussaint Giustetti   | (E.R.) (* 15. April 1931 in Toulon) Sohn von Marie-Jeanne Serre und Laurent Giustetti, Marineoffizier. Heiratete das zweite Mal am 10. Oktober 1977 Pascale Leruste, Kinder: Adélaïde sowie Frédéric, Laurence aus erster Ehe, aus erster Ehe von Pascale Leruste: Eléonore, Justine. Wurde am 9. August 1990 als Botschafter aus Monrovia von U.S. Marines evakuiert. | François Mitterrand               | Paias Wingti                           |                  |
| 28. Okt. 1996 | Pierre Jean-Marie Joseph Charles Le Gars | * 13. Mai 1934 in Amiens; † 25. Mai 2009. Sohn von Charlotte Beuvin und Joseph Le Gars, Ingenieur. Heiratete am 7. April 1960 Janine Delpeuc'h. Kinder: Yves, Catherine, Anne (Mme Olivier Lemanlssler), Gersende. Studium: Collège de la Providence in Amiens, Ecole Sainte-Geneviève in Versailles, Universités de sciences économiques d’Aix-en-Provence und Université de Paris IX-Dauphine, Rechtsfakultäten von Toulon et Paris II-Assas. Diplom: Ingenieur. | Jacques Chirac                    | Julius Chan                            |                  |
| 1. Okt. 1999  | Thierry Bernard Maurice Bernadac         | * 5. August 1948 in Latillé (Département Vienne). Sohn von Maurice Bernadac, Administrateur de la France. 17. Juni 1990: Geschäftsträger in Kabul | Jacques Chirac                    | Mekere Morauta                         |                  |
| 4. März 2005  | Jacques Olivier Louis Manent             | *11. Juli 1947 in Đà Lạt. Sohn von Gillette Avellla, Krankenschwester, und Louis Manent, Marineinfanterieoffizier. Heiratete am 24. September 1974 Jana Navratil. Kinder: Jan, Kevin, Vladimir, Laura. | Jacques Chirac                    | Michael Somare                         |                  |
| 12. Dez. 2006 | Patrick Boursin                          | | Jacques Chirac                    | Michael Somare                         |                  |
| 22. Sep. 2009 | Alain Waquet                             | 2000-August 2002: Leiter der Exekutive in Mata-Utu (Wallis und Futuna). Christian Job ersetzte im August 2002 Alain Waquet als Chief Administrator der Inseln. | Nicolas Sarkozy                   | Michael Somare                         |                  |
| 2013          | Pascal Maubert                           | | François Hollande                 | Peter O’Neill                          |                  |